# 역도산 (영화)
《역도산》(영어: Rikidozan: A Hero Extraordinary)은 과거 일본의 국민적 영웅이면서, 한국 출신의 전설적인 프로레슬러 역도산(본명 김신락)의 일대기를 그린 작품으로, 2004년 하반기에 개봉한 대한민국의 영화이다.
기획기간 3년, 100억원의 막대한 제작비가 투자되어, 한일 양국간의 합작으로 기획이 잡힌 웰메이드 영화로 송해성 감독이 "파이란" 이후 3년여만에 내 놓은 작품이다. 온갖 우여곡절과 평탄치 않았던 역도산의 삶을 냉정하면서도 인간적인 면모에 초점을 맞춰 따뜻한 자아성찰의 전기 드라마로 완성하였다.
대부분 일본 현지 로케로 촬영되었고, 연기력이 검증된 일본 배우들을 주연급에 전격 기용하여, 특히 역도산을 연기하는 설경구는 전체 대사의 98%가 일본어인 관계로 완벽한 일본어 발음과 공부는 물론 6개월만에 26kg의 몸무게를 늘리는 등 장안의 큰 화제를 모았고, 아쉽게도 흥행에선 관객 160만을 동원하는데 그쳤다. 2005년 10월 제18회 도쿄 국제 영화제 폐막작으로 선정되기도 했다.

## 줄거리
영화 '역도산'은 1950년대 일본에서 국민적 영웅으로 떠오른 전설적인 프로레슬러, 역도산의 삶을 그린 2004년 한일 합작 영화이다. 한국인 출신인 역도산은 일본에서 큰 인기를 얻었지만, 그의 화려한 성공 뒤에는 복잡한 내면과 고뇌가 숨겨져 있었다.
영화는 역도산이 일본 사회에 적응하며 프로레슬러로서 성공을 거머쥐는 과정을 보여준다. 그는 뛰어난 운동 능력과 카리스마로 일본 관중들을 사로잡으며 국민적인 영웅으로 떠오르다. 그러나 역도산은 성공의 기쁨과 함께 재일교포로서의 정체성 혼란, 차별, 그리고 격렬한 경쟁 속에서 끊임없이 갈등한다. 영화는 그의 레슬링 경기 장면뿐 아니라 그가 겪는 인간적인 고뇌, 사랑, 그리고 가족과의 관계를 섬세하게 그려낸다. 특히 일본 사회에서 성공을 위해 고군분투하면서도 자신의 뿌리를 잊지 않으려는 그의 노력이 영화의 핵심적인 줄거리이다. 또한 역도산 주변 인물들과의 관계를 통해 그의 인간적인 면모를 조명하고, 당시 시대상황을 반영하여 영화의 깊이를 더한다.

## 캐스팅
- 설경구 - 역도산 역
- 나카타니 미키 - 역도산의 아내, 아야 역
- 후지 타츠야 - 칸노 타케오 역
- 하기와라 마사토 - 요시마치 유즈르 역
- 스즈키 사와 - 오키 하마코 역
- 야마모토 타로 - 카사이 코우이치 역
- 후나키 마사카츠 - 이무라 마사히코 역
- 노준호 - 김일 역
- 아키야마 준 - 엔도 코우키치 역
- 노무라 신지 - NTV 사장 역
- 카지와라 시게루 - 아나운서 역
- 오카모토 레이 - 중년 여성 역

## 스탭
- 감독·각본 : 송해성
- 프로듀서 : 김선아, 우메카와 하루노
- 제작 : 차승재, 노종윤, 카와이 신야
- 촬영 : 김형구
- 편집 : 박곡지
- 조명 : 이강산, 정영민
- 조감독 : 이상국, 김효석
- 동시녹음 : 한철희
- 음향 : 오원철, 촤태형
- 음악 : 이재진
- 미술 : 이나가기 히사오, 신점희
- 무술감독 : 정두홍, 유상섭
- 특수효과 : 이진영, 홍장표
- 분장-헤어 : 미야우치 미치오
- 분장 : 이진영
- 의상 : 후쿠다 준코, 코스게 다이야, 소고 마코토, 이지영
- 제작 : 싸이더스 FNH
- 배급 : 싸이더스 FNH
- 일본 배급 : 소니 픽처스 재팬

## 수상 정보
- 2005년 제28회 황금촬영상 시상식
  - 조명상 (이강산)
  - 촬영상 - 금상 (김형구)
- 2005년 제42회 대종상 영화제
  - 감독상 (송해성)
  - 촬영상 (김형구)